# Cryphoeca montana
Cryphoeca montana är en spindelart som beskrevs av James Henry Emerton 1909. Cryphoeca montana ingår i släktet Cryphoeca och familjen panflöjtsspindlar. Inga underarter finns listade i Catalogue of Life.